# ديفيد ر. كينغسلي
ديفيد ر. كينغسلي (بالإنجليزية: David R. Kingsley)‏ هو عسكري أمريكي، ولد في 27 يونيو 1918 في بورتلاند في الولايات المتحدة، وتوفي في 23 يونيو 1944 في بلويشت في رومانيا.